# ルーベン・ブーンチェ・ブーンチェ
ルーベン・ブーンチェ・ブーンチェ（Ruben Boumtje-Boumtje）ことルーベン・ベルトラン・ブーンチェ・ブーンチェ（Ruben Bertand Boumtje-Boumtje、1978年5月20日 - ）は、カメルーンのプロ元バスケットボール選手。
晩年はドイツ男子プロバスケットボールリーグ1部BBLの各チームを渡り歩いた。リトラル州イデア出身。出身大学はジョージタウン大学。ポジションはセンター。203cm,104.3kg。
日本語でルーベン・ブンチェ・ブンチェ、ルーベン・ブンジェ・ブンジェと表記する事もある。
カメルーン語、英語、フランス語の3つを流暢に話せる。